# Reigs Spitzmausbeutelratte
Reigs Spitzmausbeutelratte (Monodelphis reigi) lebt Gebiet der Tepuis im Bundesstaat Bolívar im östlichen Venezuela, sowie im Westen Guyanas in der Region Potaro-Siparuni.

## Beschreibung
Der Holotyp, das einzige vermessene ausgewachsene Exemplar, hat eine Kopfrumpflänge von 12,1 cm und einen 7,4 cm langen Schwanz hat. Das Gewicht des Holotyps wurde nicht ermittelt. Jungtiere aus Guyana waren 19 g schwer. Das Fell ist kurz (4–5 mm), auf dem Rücken einheitlich dunkelbraun und etwas rotbraun auf dem Kopf und im Nacken. Mittelstreifen und Augenringe fehlen. Der Bauch ist vor allem grau gefärbt und kontrastiert nicht deutlich mit dem Fell des Rückens und der Körperseiten. Die Füße sind schwarz oder dunkelbraun. Die Ohren sind kurz, unbehaart und schwärzlich gefärbt. Der Schwanz ist nur auf den körpernahen 5 mm behaart, dunkelbraun gefärbt und mit einer Länge von 60 % der Kopfrumpflänge relativ kurz. Weibchen haben wahrscheinlich keinen Beutel. Die Anzahl der Zitzen ist nicht bekannt.

## Lebensweise
Reigs Spitzmausbeutelratte kommt wahrscheinlich nur im Gebiet der Tepuis vor und bewohnt dort feuchte Bergwälder. Der Holotyp wurde in einer Höhe von 1440 m über dem Meeresspiegel in einem immergrünen Bergwald mit wenig Unterholz und zahlreichen Epiphyten gefangen. Die übrigen bisher bekannten Exemplare stammen aus dichter Vegetation in Höhen von 1100 bis 2050 m am Mount Ayanganna im Westen Guyanas. Über das Verhalten, die Ernährung, die Aktivitätsmuster und die Fortpflanzung der Tiere ist bisher nichts bekannt.

## Systematik
Reigs Spitzmausbeutelratte wurde 2004 als eigenständige Art innerhalb der Spitzmausbeutelratten von den venezolanischen Zoologen Daniel Lew und Roger Pérez-Hernández beschrieben.

## Status
Reigs Spitzmausbeutelratte wird von der IUCN als gefährdet (Vulnerable) angesehen. Sie ist bisher nur von zwei Lokalitäten bekannt, darunter der Nationalpark Canaima, und hat wahrscheinlich ein sehr kleines Verbreitungsgebiet. Durch den Nationalpark Canaima führt sowohl eine wichtige Verbindungsstraße nach Brasilien als auch eine Hochspannungsleitung. An den Parkgrenzen werden Bäume gefällt und es wird nach Gold und Diamanten geschürft.

## Belege
1. 1 2 3 4  Diego Astúa: Family Didelphidae (Opossums). in Don E. Wilson, Russell A. Mittermeier: Handbook of the Mammals of the World – Volume 5. Monotremes and Marsupials. Lynx Editions, 2015, ISBN 978-84-96553-99-6. Seite 148.
2. ↑  Daniel Lew, Roger Pérez-Hernández: Una nueva especie del género Monodelphis (Didelphimorphia: Didelphidae) de la sierra de Lema, Venezuela. Memoria de la Fundación La Salle de Ciencias Naturales 159-160, 2004; S. 7–25.
3. ↑  Monodelphis reigi in der Roten Liste gefährdeter Arten der IUCN 2016. Eingestellt von: Pérez-Hernandez, R., Ventura, J. & López Fuster, M., 2015. Abgerufen am 19. September 2019.